# Теорема Гарді
Теорема Гарді — твердження в аналізі про властивості голоморфних та субгармонічних функцій. Названа на честь англійського математика Ґодфрі Гарольда Гарді, який довів твердження для модулів голоморфних функцій у 1915 році. Теорема є відправною точкою для означення і дослідження просторів Гарді.

## Твердження
Нехай функція {\displaystyle f} є субгармонічною в крузі {\displaystyle B(0,R)=\{z\,:\,|z|<R\}} (функцію можна інтерпретувати, як функцію двох дійсних змінних або комплексної змінної). Тоді функція 
{\displaystyle I_{f}(r)={\frac {1}{2\pi }}\int \limits _{0}^{2\pi }|f(re^{i\varphi })|\,d\varphi ,}
не спадає при {\displaystyle r\in (0;R)} і є опуклою, як функція {\displaystyle \log r}.
Нехай функція {\displaystyle f} є голоморфною в крузі {\displaystyle B(0,R)=\{z\,:\,|z|<R\}}. Тоді для {\displaystyle 0<p\leqslant \infty } функція 
{\displaystyle I_{p}(f,r)=\left({\frac {1}{2\pi }}\int \limits _{0}^{2\pi }|f(re^{i\varphi })|^{p}\,d\varphi \right)^{\frac {1}{p}},}
не спадає при {\displaystyle r\in (0;R)} і є опуклою, як функція {\displaystyle \log r}. Крім того, якщо {\displaystyle f} не є константою, то {\displaystyle I_{p}(f,r)} є строго зростаючою.

## Доведення

### Випадок субгармонічних функцій
Доведення подано для випадку неперервних субгармонічних функцій.
Нехай {\displaystyle 0\leqslant r_{1}<r_{2}<R.} Позначимо {\displaystyle U(z)\ :\ {\overline {B(0,r_{2})}}\to \mathbb {R} } — розв'язок задачі Діріхле на {\displaystyle {\overline {B(0,r_{2})}},} що задовольняє граничну умову {\displaystyle U(\partial B(0,r_{2}))=f(\partial B(0,r_{2})).} Цей розв'язок завжди існує і є єдиним, функція {\displaystyle U(z)} є гармонічною у {\displaystyle B(0,r_{2}).} З означення субгармонічних функцій випливає, що {\displaystyle f(z)\leqslant U(z),\ \forall z\in B(0,r_{2}).}
З властивостей гармонічних функцій 
{\displaystyle {\frac {1}{2\pi }}\int \limits _{0}^{2\pi }|U(r_{1}e^{i\varphi })|\,d\varphi ={\frac {1}{2\pi }}\int \limits _{0}^{2\pi }|U(r_{2}e^{i\varphi })|\,d\varphi ={\frac {1}{2\pi }}\int \limits _{0}^{2\pi }|f(r_{2}e^{i\varphi })|\,d\varphi =U(0).}
Тому:
{\displaystyle I_{f}(r_{1})={\frac {1}{2\pi }}\int \limits _{0}^{2\pi }|f(r_{1}e^{i\varphi })|\,d\varphi \leqslant {\frac {1}{2\pi }}\int \limits _{0}^{2\pi }|U(r_{1}e^{i\varphi })|\,d\varphi ={\frac {1}{2\pi }}\int \limits _{0}^{2\pi }|U(r_{2}e^{i\varphi })|\,d\varphi =I_{f}(r_{2}).}
Для доведення опуклості нехай {\displaystyle 0<r_{1}<r_{2}<R} і нехай {\displaystyle U(z)\ :\ R(0;r_{1},r_{2})=\{r_{1}\leqslant |z|\leqslant r_{2}\}\to \mathbb {R} } — розв'язок задачі Діріхле на {\displaystyle {\overline {R(0;r_{1},r_{2})}},} що задовольняє граничні умови {\displaystyle U(\partial B(0,r_{1}))=f(\partial B(0,r_{1}))} і {\displaystyle U(\partial B(0,r_{2}))=f(\partial B(0,r_{2})).} Цей розв'язок завжди існує і є єдиним, функція {\displaystyle U(z)} є гармонічною у {\displaystyle R(0;r_{1},r_{2}).}
З властивостей субгармонічних функцій випливає, що {\displaystyle f(z)\leqslant U(z),\ \forall z\in R(0;r_{1},r_{2})} і тому 
{\displaystyle I_{f}(r)\leqslant {\frac {1}{2\pi }}\int \limits _{0}^{2\pi }U(re^{i\varphi })\,d\varphi ,\ \forall r_{1}\leqslant r\leqslant r_{2}.}
Якщо тепер взяти похідну по r із правої сторони останньої нерівності, то:
{\displaystyle {\frac {d}{dr}}\left(\int \limits _{0}^{2\pi }U(re^{i\varphi })\,d\varphi \right)={\frac {d}{dr}}\left(\int \limits _{0}^{2\pi }U(r\cos \varphi ,r\sin \varphi )\,d\varphi \right)=\int \limits _{0}^{2\pi }\cos \varphi U_{x}(r\cos \varphi ,r\sin \varphi )+\sin \varphi U_{y}(r\cos \varphi ,r\sin \varphi )\,d\varphi ={\frac {1}{r}}\int _{C_{r}}{\frac {\partial U}{\partial n}}ds.}
У попередніх рівностях останній інтеграл є криволінійним інтегралом I роду, {\displaystyle {\frac {\partial U}{\partial n}}} — похідна у напрямку нормалі до кола, а {\displaystyle C_{r}} позначає коло радіуса r.
Для гармонічних функцій у кільці для всіх {\displaystyle r_{1}\leqslant rr_{2}} вираз {\displaystyle \int _{C_{r}}{\frac {\partial U}{\partial n}}ds} є константою. Тому із попереднього {\displaystyle I_{f}(r)\leqslant a\log r+b} і до того ж у точках {\displaystyle r_{1},r_{2}} виконується рівність. Тому {\displaystyle I_{f}(r)} є опуклою функцією від {\displaystyle \log r.}

### Випадок голоморфних функцій
Для випадку {\displaystyle p=\infty } твердження для функції {\displaystyle I_{\infty }(f,r)=\max _{0\leqslant \varphi <2\pi }|f(re^{i\varphi })|} випливає із принципу максимуму модуля і теореми Адамара про три кола.
Для голоморфної функції {\displaystyle f(z)} функція {\displaystyle |f(z)|^{p},\ p>0} є субгармонічною функцією. Тому {\displaystyle I_{p}(f,r)} є неспадною функцією. 
Якщо додатково {\displaystyle f(z)} не є константою, то при тих же позначеннях, що і вище, якщо {\displaystyle U(z)\ :\ {\overline {B(0,r_{2})}}\to \mathbb {R} } — розв'язок задачі Діріхле на {\displaystyle {\overline {B(0,r_{2})}},} що задовольняє граничну умову {\displaystyle U(\partial B(0,r_{2}))=f(\partial B(0,r_{2})),} то виконується строга нерівність {\displaystyle f(z)<U(z),\ \forall z\in B(0,r_{2}).}
Справді, якщо {\displaystyle f(z_{0})=0,} то {\displaystyle f(z_{0})<U(0),} бо інакше з принципу максимуму для гармонічних функцій {\displaystyle U(z),} а тому і {\displaystyle f(z)} всюди були б рівними нулю. Якщо {\displaystyle f(z_{0})\not =0,} то існує круг {\displaystyle B(z_{0},t)\subset B(0,R)} в усіх точках якого функція не є рівною нулю. Оскільки {\displaystyle f(z)} є голоморфною в {\displaystyle B(z_{0},t)} і не є константою (що є наслідком теореми про рівність), то аргумент {\displaystyle f(z)} не є константою. Нехай точки {\displaystyle z_{1},z_{2}\in B(z_{0},t)} такі значення аргумента в яких є різними. Тоді {\displaystyle {\frac {|f(z_{1})+f(z_{2})|}{|f(z_{1})|+|f(z_{2})|}}=1-2\varepsilon <1-\varepsilon } для деякого {\displaystyle \varepsilon >0.}
Оскільки {\displaystyle U(z),f(z)} є гармонічною і голоморфною функціями в околі {\displaystyle B(z_{0},t),} то за властивостями про середнє:
{\displaystyle U(z_{0})={\frac {1}{\pi t^{2}}}\int \int _{B(z_{0},t)}U(z)dV,}
{\displaystyle f(z_{0})={\frac {1}{\pi t^{2}}}\int \int _{B(z_{0},t)}f(z)dV,}
Тому :{\displaystyle |f(z_{0})|\leqslant {\frac {1}{\pi t^{2}}}\int \int _{B(z_{0},t)}|f(z)|dV\leqslant {\frac {1}{\pi t^{2}}}\int \int _{B(z_{0},t)}U(z)dV=U(z_{0}).} Тож для доведення {\displaystyle f(z)<U(z)} достатньо довести, що перша нерівність є строгою.
Для цього достатньо знайти підмножину {\displaystyle \Omega \subset B(z_{0},t)} для якої {\displaystyle \left|\int \int _{\Omega }f(z)dV\right|<\int \int _{\Omega }|f(z)|dV.} Для цього для вказаних вище точок {\displaystyle z_{1},z_{2}} можна знайти околи {\displaystyle \Omega _{1},\Omega _{2}} з однаковою площею {\displaystyle \sigma .} Тоді {\displaystyle \int \int _{\Omega _{1}}f(z)dV=(\sigma f(z_{1})+\delta _{1})} і {\displaystyle \int \int _{\Omega _{2}}f(z)dV=\sigma (f(z_{2})+\delta _{2}),} де {\displaystyle \delta _{1},\delta _{2}} комплексні числа які можна зробити як завгодно малими зменшивши {\displaystyle \Omega _{1},\Omega _{2}.}
Подібно {\displaystyle \int \int _{\Omega _{1}}|f(z)|dV=\sigma (|f(z_{1})|+\delta _{3})} і {\displaystyle \int \int _{\Omega _{2}}|f(z)|dV=\sigma (|f(z_{2})|+\delta _{4}),} де {\displaystyle \delta _{3},\delta _{4}} дійсні числа які можна зробити як завгодно малими зменшивши {\displaystyle \Omega _{1},\Omega _{2}.}
Тоді маємо 
{\displaystyle {\frac {|\int \int _{\Omega _{1}}f(z)dV+\int \int _{\Omega _{2}}f(z)dV|}{|\int \int _{\Omega _{1}}f(z)dV|+|\int \int _{\Omega _{2}}f(z)dV|}}={\frac {|\sigma (f(z_{1})+f(z_{2})+\delta _{1}+\delta _{2})|}{\sigma (|f(z_{1})|+|f(z_{2})|+\delta _{3}+\delta _{4}}}}
Звідси випливає, що для достатньо малих околів {\displaystyle \Omega _{1},\Omega _{2}} останній вираз прямує до {\displaystyle {\frac {|f(z_{1})+f(z_{2})|}{|f(z_{1})|+|f(z_{2})|}}} і тому для деяких околів є меншим одиниці.
Якщо позначити {\displaystyle \Omega =\Omega _{1}\cup \Omega _{2},} то звідси випливає {\displaystyle \left|\int \int _{\Omega }f(z)dV\right|<\int \int _{\Omega }|f(z)|dV} і зрештою {\displaystyle f(z_{0})<U(z_{0}).}
Тоді у доведенні, як у випадку субгармонічних функцій зважаючи на строгу нерівність також будемо мати {\displaystyle I_{1}(f,r_{1})<I_{1}(f,r_{2}).}
Для довільного p нерівність між {\displaystyle |f(z)|^{p}}  і відповідною гармонічною функцією теж має місце. Для {\displaystyle f|z|^{p}=0} доведення аналогічне попередньому в іншому випадку локально {\displaystyle |f(z)|^{p}} є модулем однозначної голоморфної функції {\displaystyle (f(z))^{p}} і можна використати попереднє доведення. Далі аналогічно {\displaystyle I_{p}(f,r_{1})<I_{p}(f,r_{2}).}
Опуклість прямо випливає із твердження для субгармонічних функцій.

## Узагальнення
- Функція {\displaystyle I_{p}(f,r)}насправді є навіть логарифмічно опуклою.
- Теорему для субгармонічних функцій можна узагальнити на випадок вищих розмірностей:

Нехай функція {\displaystyle f} є субгармонічною в кулі {\displaystyle B_{n}(0,R)=\{x\in \mathbb {R} ^{n}\,:\,|x|<R\}}.  Введемо функцію
{\displaystyle I_{f}(r)={\frac {1}{\sigma }}\int _{S_{n}(0,R)}f(x)\,d\sigma ,}  де {\displaystyle S_{n}(0,R)=\{x\in \mathbb {R} ^{n}\,:\,|x|=R\}}і інтеграл береться по цій сфері, а {\displaystyle \sigma } — площа поверхні цієї сфери.
Тоді функція {\displaystyle I_{f}(r)}не спадає при {\displaystyle r\in (0;R)} і є опуклою, як функція {\displaystyle \log r} для {\displaystyle n=2}і як функція {\displaystyle {\frac {1}{r^{n-2}}}} для {\displaystyle n=3}.